# Араванский район
Араванский район (кирг. Араван району) — административно-территориальная единица в составе Ошской области Кыргызстана. Наименьший по площади район области. Административный центр — село Араван.

## История
Центром Араван-Буринского района в 1934 году являлся город Ош. 29 октября 1958 года к Араванскому району была присоединена часть территории упразднённого Янги-Наукатского района.

## География
На юге Араванский район граничит с Ноокатским районом, на востоке — с Кара-Сууским районом, а на севере — с Республикой Узбекистан.
Состоит из двух эксклавов — более мелкого западного Аравана и более крупного восточного Аравана, которые разделяет Ноокатский район.

## Население
Район представляет собой густонаселённую сельскохозяйственную долину, орошаемую речными и канальными водами.
По данным переписи населения Кыргызстана 2009 года, численность населения района составила 106 134 жителя, в том числе узбеки — 62 281 человек или 58,7 %, киргизы — 42 049 человек или 39,6 %, азербайджанцы — 760 человек или 0,7 %, таджики — 542 человека или 0,5 %, татары — 135 человек или 0,1 %, другие — 367 или 0,5 %.

## Административно-территориальное деление
В состав района входят 8 аильных (сельских) округов, в которых расположено 50 сельских населённых пунктов:
- Алля Анаровский аильный округ (Жаны-Араван, Араван, Аччи, Кара-Булак, Сасык-Ункюр, Маданият, Пахта-Абад);
- Керме-Тооский аильный округ (Гюльбахор, Кичик-Алай, Кюнделюк, Майдан-Тал, Мин-Теке, Сары-Булак, Чогом);
- Мангытский аильный округ (Мангит, Жаны-Арык, Кесек, Кызыл-Коргон, Телейкен);
- Нурабадский аильный округ (Кайрагач-Арык, Какыр-Пилтан, Лангар);
- Тео-Моюнский аильный округ (Хауз, Ак-Шор, Джеке-Мисте, Керкидан, Найман, Сары-Таш, Сырт);
- Тепе-Коргонский аильный округ (Тепе-Коргон, Арап, Интернационал, Кесов, Уйгур-Абад, Чертик, Янги-Абад, Янги-Юль);
- Чек-Абадский аильный округ Кочубаево, Агроном, Джакшылык, Джар-Кышлак, Кукалапаш, Максим-Тобу, Пахтачи, Телейкен);
- С.Юсуповский аильный округ (Араван, Каррак, Октябрь, Суткор, Эрке-Кашка).